# Big Show
Paul Donald Wight II, mer känd under sitt ringnamn Big Show, född 8 februari 1972 i Aiken, South Carolina, är en amerikansk professionell fribrottare och skådespelare, mest känd som The Big Show under sin tid med  World Wrestling Entertainment. För tillfället är han under kontakt med All Elite Wrestling under sitt namn Paul Wight. Han är 2,13 meter lång och väger 173 kg, orsakat av sjukdomen gigantism. Som tyngst var han 243 kg.
Paul Wight har, utanför fribrottningen, varit med i flera filmer och TV-serier som Klappjakten, Waterboy, Star Trek: Enterprise samt TV-serierna Royal Pains, Psych och Burn Notice. Han innehar även huvudrollen i TV-serien The Big Show Show som hade premiär 2020.